# Simeliria cambodjana
Simeliria cambodjana är en insektsart som beskrevs av Schmidt 1909. Simeliria cambodjana ingår i släktet Simeliria och familjen spottstritar. Inga underarter finns listade i Catalogue of Life.